# Robin Lod
Robin Lod (/luːd/; Helsinki, 17 aprile 1993) è un calciatore finlandese, centrocampista del Minnesota Utd.

## Carriera

### Club
Ha giocato nella prima divisione finlandese con l'HJK Helsinki, con cui nel 2013 ha anche vinto il campionato. Il 14 maggio 2015 il Panathīnaïkos, squadra greca, ha comunicato di aver raggiunto un accordo con il giocatore per un contratto triennale.
Il 16 luglio 2019, dopo aver vestito per una stagione la maglia degli spagnoli dello Sporting Gijón, firma per il Minnesota Utd in MLS.

### Nazionale
Ha giocato nelle nazionali giovanili finlandesi Under-18 ed Under-19.
Nel 2013 ha giocato 3 partite di qualificazione agli Europei Under-21. Oltre a ciò, ha giocato due amichevoli con Messico (31 ottobre 2013) e Svezia (19 gennaio 2015) con la nazionale maggiore.
Viene convocato per gli Europei del 2020.

## Statistiche

### Cronologia presenze e reti in nazionale
Aggiornato al 25 maggio 2023

| Cronologia completa delle presenze e delle reti in nazionale ― Finlandia | Cronologia completa delle presenze e delle reti in nazionale ― Finlandia | Cronologia completa delle presenze e delle reti in nazionale ― Finlandia | Cronologia completa delle presenze e delle reti in nazionale ― Finlandia | Cronologia completa delle presenze e delle reti in nazionale ― Finlandia | Cronologia completa delle presenze e delle reti in nazionale ― Finlandia | Cronologia completa delle presenze e delle reti in nazionale ― Finlandia | Cronologia completa delle presenze e delle reti in nazionale ― Finlandia |
| Data                                                                     | Città                                                                    | In casa                                                                  | Risultato                                                                | Ospiti                                                                   | Competizione                                                             | Reti                                                                     | Note                                                                     |
| ------------------------------------------------------------------------ | ------------------------------------------------------------------------ | ------------------------------------------------------------------------ | ------------------------------------------------------------------------ | ------------------------------------------------------------------------ | ------------------------------------------------------------------------ | ------------------------------------------------------------------------ | ------------------------------------------------------------------------ |
| 19-1-2015                                                                | Abu Dhabi                                                                | Svezia                                                                   | 0 – 1                                                                    | Finlandia                                                                | Amichevole                                                               | -                                                                        | 89’                                                                      |
| 22-1-2015                                                                | Abu Dhabi                                                                | Finlandia                                                                | 0 – 0                                                                    | Yemen                                                                    | Amichevole                                                               | -                                                                        | 70’                                                                      |
| 9-6-2015                                                                 | Turku                                                                    | Finlandia                                                                | 0 – 2                                                                    | Estonia                                                                  | Amichevole                                                               | -                                                                        | 84’                                                                      |
| 11-10-2015                                                               | Helsinki                                                                 | Finlandia                                                                | 1 – 1                                                                    | Irlanda del Nord                                                         | Qual. Euro 2016                                                          | -                                                                        | 44’                                                                      |
| 26-3-2016                                                                | Breslavia                                                                | Polonia                                                                  | 5 – 0                                                                    | Finlandia                                                                | Amichevole                                                               | -                                                                        | 45’                                                                      |
| 29-3-2016                                                                | Oslo                                                                     | Norvegia                                                                 | 2 – 0                                                                    | Finlandia                                                                | Amichevole                                                               | -                                                                        | 45’                                                                      |
| 6-6-2016                                                                 | Verona                                                                   | Italia                                                                   | 2 – 0                                                                    | Finlandia                                                                | Amichevole                                                               | -                                                                        | 45’                                                                      |
| 31-8-2016                                                                | Mönchengladbach                                                          | Germania                                                                 | 2 – 0                                                                    | Finlandia                                                                | Amichevole                                                               | -                                                                        | 60’                                                                      |
| 5-9-2016                                                                 | Turku                                                                    | Finlandia                                                                | 1 – 1                                                                    | Kosovo                                                                   | Qual. Mondiali 2018                                                      | -                                                                        | 88’                                                                      |
| 6-10-2016                                                                | Reykjavík                                                                | Islanda                                                                  | 3 – 2                                                                    | Finlandia                                                                | Qual. Mondiali 2018                                                      | 1                                                                        |                                                                          |
| 9-10-2016                                                                | Tampere                                                                  | Finlandia                                                                | 0 – 1                                                                    | Croazia                                                                  | Qual. Mondiali 2018                                                      | -                                                                        |                                                                          |
| 12-11-2016                                                               | Odessa                                                                   | Ucraina                                                                  | 1 – 0                                                                    | Finlandia                                                                | Qual. Mondiali 2018                                                      | -                                                                        |                                                                          |
| 24-3-2017                                                                | Adalia                                                                   | Turchia                                                                  | 2 – 0                                                                    | Finlandia                                                                | Qual. Mondiali 2018                                                      | -                                                                        |                                                                          |
| 7-6-2017                                                                 | Turku                                                                    | Finlandia                                                                | 1 – 1                                                                    | Liechtenstein                                                            | Amichevole                                                               | -                                                                        | 51’                                                                      |
| 11-6-2017                                                                | Tampere                                                                  | Finlandia                                                                | 1 – 2                                                                    | Ucraina                                                                  | Qual. Mondiali 2018                                                      | -                                                                        | 68’                                                                      |
| 2-9-2017                                                                 | Tampere                                                                  | Finlandia                                                                | 1 – 0                                                                    | Islanda                                                                  | Qual. Mondiali 2018                                                      | -                                                                        | 27’                                                                      |
| 5-9-2017                                                                 | Scutari                                                                  | Kosovo                                                                   | 0 – 1                                                                    | Finlandia                                                                | Qual. Mondiali 2018                                                      | -                                                                        | 34’ 90’                                                                  |
| 9-10-2017                                                                | Turku                                                                    | Finlandia                                                                | 2 – 2                                                                    | Turchia                                                                  | Qual. Mondiali 2018                                                      | -                                                                        |                                                                          |
| 9-11-2017                                                                | Helsinki                                                                 | Finlandia                                                                | 3 – 0                                                                    | Estonia                                                                  | Amichevole                                                               | 2                                                                        | 79’                                                                      |
| 23-3-2018                                                                | Adalia                                                                   | Finlandia                                                                | 0 – 0                                                                    | Macedonia del Nord                                                       | Amichevole                                                               | -                                                                        |                                                                          |
| 26-3-2018                                                                | Adalia                                                                   | Finlandia                                                                | 5 – 0                                                                    | Malta                                                                    | Amichevole                                                               | -                                                                        | 62’                                                                      |
| 5-6-2018                                                                 | Ploiești                                                                 | Romania                                                                  | 2 – 0                                                                    | Finlandia                                                                | Amichevole                                                               | -                                                                        |                                                                          |
| 9-6-2018                                                                 | Tampere                                                                  | Finlandia                                                                | 2 – 0                                                                    | Bielorussia                                                              | Amichevole                                                               | -                                                                        | 75’                                                                      |
| 8-9-2018                                                                 | Tampere                                                                  | Finlandia                                                                | 1 – 0                                                                    | Ungheria                                                                 | UEFA Nations League 2018-2019                                            | -                                                                        |                                                                          |
| 11-9-2018                                                                | Turku                                                                    | Finlandia                                                                | 1 – 0                                                                    | Estonia                                                                  | UEFA Nations League 2018-2019                                            | -                                                                        | 87’                                                                      |
| 12-10-2018                                                               | Tallinn                                                                  | Estonia                                                                  | 0 – 1                                                                    | Finlandia                                                                | UEFA Nations League 2018-2019                                            | -                                                                        |                                                                          |
| 15-10-2018                                                               | Tampere                                                                  | Finlandia                                                                | 2 – 0                                                                    | Grecia                                                                   | UEFA Nations League 2018-2019                                            | -                                                                        |                                                                          |
| 15-11-2018                                                               | Atene                                                                    | Grecia                                                                   | 1 – 0                                                                    | Finlandia                                                                | UEFA Nations League 2018-2019                                            | -                                                                        |                                                                          |
| 18-11-2018                                                               | Budapest                                                                 | Ungheria                                                                 | 2 – 0                                                                    | Finlandia                                                                | UEFA Nations League 2018-2019                                            | -                                                                        | 34’                                                                      |
| 23-3-2019                                                                | Udine                                                                    | Italia                                                                   | 2 – 0                                                                    | Finlandia                                                                | Qual. Euro 2020                                                          | -                                                                        |                                                                          |
| 26-3-2019                                                                | Erevan                                                                   | Armenia                                                                  | 0 – 2                                                                    | Finlandia                                                                | Qual. Euro 2020                                                          | -                                                                        | 87’                                                                      |
| 8-6-2019                                                                 | Tampere                                                                  | Finlandia                                                                | 2 – 0                                                                    | Bosnia ed Erzegovina                                                     | Qual. Euro 2020                                                          | -                                                                        |                                                                          |
| 11-6-2019                                                                | Vaduz                                                                    | Liechtenstein                                                            | 0 – 2                                                                    | Finlandia                                                                | Qual. Euro 2020                                                          | -                                                                        |                                                                          |
| 5-9-2019                                                                 | Tampere                                                                  | Finlandia                                                                | 1 – 0                                                                    | Grecia                                                                   | Qual. Euro 2020                                                          | -                                                                        |                                                                          |
| 8-9-2019                                                                 | Tampere                                                                  | Finlandia                                                                | 1 – 2                                                                    | Italia                                                                   | Qual. Euro 2020                                                          | -                                                                        |                                                                          |
| 12-10-2019                                                               | Zenica                                                                   | Bosnia ed Erzegovina                                                     | 4 – 1                                                                    | Finlandia                                                                | Qual. Euro 2020                                                          | -                                                                        |                                                                          |
| 15-10-2019                                                               | Turku                                                                    | Finlandia                                                                | 3 – 0                                                                    | Armenia                                                                  | Qual. Euro 2020                                                          | -                                                                        |                                                                          |
| 15-11-2019                                                               | Helsinki                                                                 | Finlandia                                                                | 3 – 0                                                                    | Liechtenstein                                                            | Qual. Euro 2020                                                          | -                                                                        |                                                                          |
| 18-11-2019                                                               | Atene                                                                    | Grecia                                                                   | 2 – 1                                                                    | Finlandia                                                                | Qual. Euro 2020                                                          | -                                                                        |                                                                          |
| 15-11-2020                                                               | Sofia                                                                    | Bulgaria                                                                 | 1 – 2                                                                    | Finlandia                                                                | UEFA Nations League 2020-2021                                            | 1                                                                        |                                                                          |
| 18-11-2020                                                               | Cardiff                                                                  | Galles                                                                   | 3 – 1                                                                    | Finlandia                                                                | UEFA Nations League 2020-2021                                            | -                                                                        |                                                                          |
| 24-3-2021                                                                | Helsinki                                                                 | Finlandia                                                                | 2 – 2                                                                    | Bosnia ed Erzegovina                                                     | Qual. Mondiali 2022                                                      | -                                                                        | 77’                                                                      |
| 28-3-2021                                                                | Kiev                                                                     | Ucraina                                                                  | 1 – 1                                                                    | Finlandia                                                                | Qual. Mondiali 2022                                                      | -                                                                        |                                                                          |
| 31-3-2021                                                                | San Gallo                                                                | Svizzera                                                                 | 3 – 2                                                                    | Finlandia                                                                | Amichevole                                                               | -                                                                        | 65’                                                                      |
| 4-6-2021                                                                 | Helsinki                                                                 | Finlandia                                                                | 0 – 1                                                                    | Estonia                                                                  | Amichevole                                                               | -                                                                        |                                                                          |
| 12-6-2021                                                                | Copenaghen                                                               | Danimarca                                                                | 0 – 1                                                                    | Finlandia                                                                | Euro 2020 - 1º Turno                                                     | -                                                                        | 4’                                                                       |
| 16-6-2021                                                                | San Pietroburgo                                                          | Finlandia                                                                | 0 – 1                                                                    | Russia                                                                   | Euro 2020 - 1º Turno                                                     | -                                                                        |                                                                          |
| 21-6-2021                                                                | San Pietroburgo                                                          | Finlandia                                                                | 0 – 2                                                                    | Belgio                                                                   | Euro 2020 - 1º Turno                                                     | -                                                                        | 90’                                                                      |
| 9-10-2021                                                                | Helsinki                                                                 | Finlandia                                                                | 1 – 2                                                                    | Ucraina                                                                  | Qual. Mondiali 2022                                                      | -                                                                        |                                                                          |
| 12-10-2021                                                               | Astana                                                                   | Kazakistan                                                               | 0 – 2                                                                    | Finlandia                                                                | Qual. Mondiali 2022                                                      | -                                                                        | 90’                                                                      |
| 13-11-2021                                                               | Zenica                                                                   | Bosnia ed Erzegovina                                                     | 1 – 3                                                                    | Finlandia                                                                | Qual. Mondiali 2022                                                      | 1                                                                        | 76’                                                                      |
| 16-11-2021                                                               | Helsinki                                                                 | Finlandia                                                                | 0 – 2                                                                    | Francia                                                                  | Qual. Mondiali 2022                                                      | -                                                                        |                                                                          |
| 29-3-2022                                                                | Murcia                                                                   | Finlandia                                                                | 0 – 2                                                                    | Slovacchia                                                               | Amichevole                                                               | -                                                                        | 45’                                                                      |
| 4-6-2022                                                                 | Helsinki                                                                 | Finlandia                                                                | 1 – 1                                                                    | Bosnia ed Erzegovina                                                     | UEFA Nations League 2022-2023                                            | -                                                                        | 78’                                                                      |
| 7-6-2022                                                                 | Helsinki                                                                 | Finlandia                                                                | 2 – 0                                                                    | Montenegro                                                               | UEFA Nations League 2022-2023                                            | -                                                                        | 67’                                                                      |
| 11-6-2022                                                                | Bucarest                                                                 | Romania                                                                  | 1 – 0                                                                    | Finlandia                                                                | UEFA Nations League 2022-2023                                            | -                                                                        |                                                                          |
| 14-6-2022                                                                | Zenica                                                                   | Bosnia ed Erzegovina                                                     | 3 – 2                                                                    | Finlandia                                                                | UEFA Nations League 2022-2023                                            | -                                                                        | 59’                                                                      |
| 17-11-2022                                                               | Skopje                                                                   | Macedonia del Nord                                                       | 1 – 1                                                                    | Finlandia                                                                | Amichevole                                                               | -                                                                        | 61’                                                                      |
| 20-11-2022                                                               | Oslo                                                                     | Norvegia                                                                 | 1 – 1                                                                    | Finlandia                                                                | Amichevole                                                               | -                                                                        | 61’                                                                      |
| 23-3-2023                                                                | Copenaghen                                                               | Danimarca                                                                | 3 – 1                                                                    | Finlandia                                                                | Qual. Euro 2024                                                          | -                                                                        | 74’                                                                      |
| 26-3-2023                                                                | Belfast                                                                  | Irlanda del Nord                                                         | 0 – 1                                                                    | Finlandia                                                                | Qual. Euro 2024                                                          | -                                                                        |                                                                          |
| 17-11-2023                                                               | Helsinki                                                                 | Finlandia                                                                | 4 – 0                                                                    | Irlanda del Nord                                                         | Qual. Euro 2024                                                          | 1                                                                        | 72’                                                                      |
| 20-11-2023                                                               | Serravalle                                                               | San Marino                                                               | 1 – 2                                                                    | Finlandia                                                                | Qual. Euro 2024                                                          | -                                                                        | 46’                                                                      |
| 21-3-2024                                                                | Cardiff                                                                  | Galles                                                                   | 4 – 1                                                                    | Finlandia                                                                | Qual. Euro 2024                                                          | -                                                                        | 22’ 73’                                                                  |
| 26-3-2024                                                                | Helsinki                                                                 | Finlandia                                                                | 2 – 1                                                                    | Estonia                                                                  | Amichevole                                                               | -                                                                        | cap. 63’                                                                 |
| 4-6-2024                                                                 | Lisbona                                                                  | Portogallo                                                               | 4 – 2                                                                    | Finlandia                                                                | Amichevole                                                               | -                                                                        | 65’                                                                      |
| 7-6-2024                                                                 | Glasgow                                                                  | Scozia                                                                   | 2 – 2                                                                    | Finlandia                                                                | Amichevole                                                               | -                                                                        |                                                                          |
| 7-9-2024                                                                 | Il Pireo                                                                 | Grecia                                                                   | 3 – 0                                                                    | Finlandia                                                                | UEFA Nations League 2024-2025 - 1º turno                                 | -                                                                        | 62’                                                                      |
| 10-9-2024                                                                | Londra                                                                   | Inghilterra                                                              | 2 – 0                                                                    | Finlandia                                                                | UEFA Nations League 2024-2025 - 1º turno                                 | -                                                                        | 62’                                                                      |
| 10-10-2024                                                               | Helsinki                                                                 | Finlandia                                                                | 1 – 2                                                                    | Irlanda                                                                  | UEFA Nations League 2024-2025 - 1º turno                                 | -                                                                        |                                                                          |
| 13-10-2024                                                               | Helsinki                                                                 | Finlandia                                                                | 1 – 3                                                                    | Inghilterra                                                              | UEFA Nations League 2024-2025 - 1º turno                                 | -                                                                        | 75’                                                                      |
| 14-11-2024                                                               | Dublino                                                                  | Irlanda                                                                  | 1 – 0                                                                    | Finlandia                                                                | UEFA Nations League 2024-2025 - 1º turno                                 | -                                                                        |                                                                          |
| 17-11-2024                                                               | Helsinki                                                                 | Finlandia                                                                | 0 – 2                                                                    | Grecia                                                                   | UEFA Nations League 2024-2025 - 1º turno                                 | -                                                                        |                                                                          |
| 21-3-2025                                                                | Ta' Qali                                                                 | Malta                                                                    | 0 – 1                                                                    | Finlandia                                                                | Qual. Mondiali 2026                                                      | -                                                                        | 46’                                                                      |
| 24-3-2025                                                                | Kaunas                                                                   | Lituania                                                                 | 2 – 2                                                                    | Finlandia                                                                | Qual. Mondiali 2026                                                      | -                                                                        | 61’                                                                      |
| 7-6-2025                                                                 | Helsinki                                                                 | Finlandia                                                                | 0 – 2                                                                    | Paesi Bassi                                                              | Qual. Mondiali 2026                                                      | -                                                                        | 55’                                                                      |
| 10-6-2025                                                                | Helsinki                                                                 | Finlandia                                                                | 2 – 1                                                                    | Polonia                                                                  | Qual. Mondiali 2026                                                      | -                                                                        | 86’                                                                      |
| Totale                                                                   |                                                                          | Presenze                                                                 | 78                                                                       |                                                                          | Reti                                                                     | 6                                                                        |                                                                          |

## Palmarès

### Club

#### Competizioni nazionali
- Campionato finlandese: 4

HJK: 2011, 2012, 2013, 2014
- Coppa di Finlandia: 1

HJK: 2014
- Coppa di Lega finlandese: 1

HJK: 2015